# Isaac Ikhouria
Isaac Ikhouria (9 ottobre 1947) è un ex pugile nigeriano.

## Palmarès
- Giochi olimpici

Monaco di Baviera 1972: bronzo nei pesi massimi leggeri.
- Giochi panafricani

Lagos 1973: oro nei pesi massimi leggeri.